# Gustavo Oliveros
Gustavo Oliveros Fernández (L'Avana, 18 giugno 1946) è un ex schermidore cubano.

## Biografia
Ha partecipato ai Giochi della XIX Olimpiade di Città del Messico nel 1968.

## Palmarès
In carriera ha conseguito i seguenti risultati:
- Giochi Panamericani:

Cali 1971: bronzo nella spada a squadre.